# Địa động lực học
Địa động lực học là một nhánh nhỏ của địa vật lý nghiên cứ về động lực học của trái Đất. Nó áp dụng vật lý, toán học, hóa học để tìm hiểu làm thế nào Đối lưu manti dẫn đến kiến tạo mảng và các hiện tượng địa chất như Tách giãn đáy đại dương, sự hình thành của núi, núi lửa, động đất, đứt gãy, và vân vân. Nó cũng nghiên cứu về hoạt động bên trong lòng đất bằng cách đo từ trường, trọng lực, và sóng địa chấn, cũng như những khoáng chất của đá và của họ Địa hóa đồng vị. Phương pháp của địa động lực học cũng được áp dụng để thăm dò của các hành tinh khác.

## Tổng quan
Địa động lực học thường nghiên cứu về các quá trình di chuyển mọi vật trong Trái Đất. Ở bên trong Trái Đất, di chuyển xảy ra khi đá tan hoặc biến dạng và chảy do tác động của trường ứng suất. Biến dạng này có thể là biến dạng giòn, đàn hồi hoặc dẻo, tùy thuộc vào độ lớn của áp suất và các đơn vị vật lý khác, đặc biệt là sự giảm áp lực theo thời gian. Đá có cấu trúc và thành phần không đồng nhất, vì vậy nó là thường phụ thuộc vào các áp lực khác nhau. Khi làm việc với các quãng thời gian địa chất, sẽ thuận tiện hơn khi dùng ước lượng môi trường liên tiếp và trường ứng suất cân bằng để nghiên cứu phản ứng với áp lực trung bình.
Các chuyên gia trong địa động lực học thường sử dụng dữ liệu từ trắc địa, GPS, InSAR, và địa chấn học, cùng với các mô hình toán học để nghiên cứu sự tiến hóa của Thạch quyển, Lớp phủ và lõi Trái Đất.
Công việc thực hiện bởi nhà địa động lực học có thể bao gồm:
- Mô phỏng biến dạng giòn và dẻo của các chất liệu địa chất
- Dự đoán các mô hình cấu tạo và tan rã của châu lục và siêu lục
- Quan sát biến dạng bề mặt do băng và giãn nở lục địa sau thời kỳ băng hà, và làm các phỏng đoán liên quan đến độ nhớt của quyển manti
- Tìm hiểu cơ chế hoạt động của kiến tạo mảng.

## Biến dạng của đá
Dá và các chất liệu địa chất trải qua độ biến dạng với 3 mức độ khác nhau, đàn hồi, dẻo, và giòn tuỳ thuộc vào tính chất của chất liệu và độ mạnh của trường ứng suất. Áp lực được định nghĩa là lực trung bình tác động vào một phần của đá. Áp suất là một phần của áp lực làm thay đổi thể tích của một chất rắn; Ứng suất cắt thay đổi hình dạng. Nếu không có lực cắt, các chất lỏng ở trạng thái cân bằng thủy tĩnh. Do đó, sau thời gian dài, đá dễ bị biến dạng dưới áp lực, Có thể ước lượng Trái Đất được đặt trong thủy tĩnh cân bằng. Áp lực lên đá chỉ phụ thuộc vào trọng lượng của đá nằm phía trên, và điều này phụ thuộc vào trọng lực và khối lượng riêng của đá. Trong một vật thể như mặt Trăng khối lượng riêng gần như không đổi, nên thông tin về áp suất dễ tính. Ở trái Đất, những lực nén của đá với độ sâu là quan trọng, và cần một phương trình trạng thái để tính toán những thay đổi khối lượng riêng của đá kể cả khi nó có thành phần đồng nhất.

### Đàn hồi
Biến dạng đàn hồi luôn có thể đảo ngược, có nghĩa là nếu trường ứng suất liên kết với biến dạng đàn hồi được loại bỏ, vật liệu sẽ trở lại trạng thái trước đó. Các vật liệu chỉ cư xử đàn hồi khi sắp xếp tương đối dọc theo trục của vật liệu của các thành phần như nguyên tử hay tinh thể được giữ nguyên. Điều này có độ lớn của áp lực không thể vượt quá sức mạnh tối đa của vật liệu, và khoảng thời gian áp lực tác động không bằng với khoảng thời gian thả lỏng của vật liệu. Nếu áp suất vượt quá giới hạn sẽ dẫn đến biến dạng dẻo hoặc giòn.

### Biến dạng dẻo
Biến dạng dẻo xảy ra khi nhiệt độ của một hệ thống đủ cao để cho một phần của vật liệu lỏng ra, có nghĩa là một phần lớn của các liên kết hóa học đang trong quá trình bị phá vỡ và tái tạo. Trong biến dạng này quá trình của nguyên tử sắp xếp lại phân phối lại áp lực và độ biến dạng về cân bằng nhanh hơn chúng có thể tích lũy. Ví dụ như sự uốn thạch quyển dưới Đảo núi lửa hoặc bồn trầm tích, và rãnh đại dương. Sự biến dạng dẻo sẽ xảy ra khi quá trình vận chuyển như khuếch tán và bình lưu dựa trên liên kết hóa học bị phá vỡ và tái tạo phân phối lại áp lực nhanh như cách nó tích lũy.

### Biến dạng giòn
Khi áp lực tập trung nhanh hơn sự thả lỏng của thể phân bố nó,biến dạng giòn xảy ra. Cơ chế của biến dạng giòn liên quan phản ứng giữa sự tích tụ hoặc du chuyển của sự khiếm khuyết đặc biệt là những khiếm khuyết tạo ra bởi sự biến dạng làm cho vật bị rối loạn và vỡ. Nói cách khác, tất cả những đứt vỡ, dù nhỏ thế nào, cũng thường tập trung và làm vết vỡ to ra.
Nói chung, trạng thái của sự biến dạng được kiểm soát không chỉ bởi mức độ áp lực, mà còn bởi sự phân bố của áp lực và độ biến dạng.

### Cấu trúc biến dạng
Các nhà địa chất cấu tạo học nghiên cứu kết quả của sự biến dạng bằng quan sát đá, đặc biệt là các chế độ và hình dáng của sự biến dạng để tái tạo lại trường ứng suất đã gây ra tác động với đá. Địa chất cấu tạo là một bổ sung quan trọng cho địa động lực học bởi vì nó cung cấp nguồn dữ liệu trực tiếp nhất về các chuyển đổi của Trái Đất. Các chế độ khác nhau của sự biến dạng tạo ra các cấu trúc địa chất khác biệt. 

## Nhiệt động lực học
Các đặc điểm của đá mà kiểm soát tốc độ và mức độ của sự biến dạng như Độ bền uốn hoặc độ nhớt, tuỳ thuộc vào các trạng thái nhiệt của đá và thành phần. Đại lượng quan trọng nhất trong nhiệt động lực học là nhiệt độ và áp suất. Cả hai đều tăng cùng với độ sâu, vì thế ước lượng đầu tiên về mức độ biến dạng có thể suy ra từ độ sâu. Trong phần trên của thạch quyển, biến dạng giòn thường xảy ra vì dưới áp suất thấp đá có sức mạnh tương đối thấp, trong khi đồng thời, nhiệt độ thấp làm giảm khả năng dễ uốn dòng vật chất. Sau khu vực ranh giới dữa biến dạng giòn-dẻo, biến dạng dẻo thống trị. Biến dạng đàn hồi xảy ra khi khoảng thời gian của áp lực ngắn hơn thời gian thả lỏng của vật chất. Sóng địa trấn là một ví dụ điển hình của loại biến dạng này. Ở nhiệt độ cao đủ để làm tan đá, sức mạnh so với biến dạng dẻo tiến đến 0, đó là lý do tại biến dạng đàn hồi cắt (sóng S) sẽ không di chuyển qua được chất nóng chảy.

## Động lực của trái Đất
Động lực chính đằng sau áp lực ở trái Đất được cung cấp bởi nhiệt lượng từ đồng vị phóng xạ phân hủy, ma sát, và nhiệt dư. Sự làm mát ở bề mặt và sự sản xuất nhiệt trong trái Đất tạo ra một građien nhiệt độ từ lõi nóng cho đến thạch quyển tương đối mát. Nhiệt năng này được chuyển thành cơ năng bởi sự lan toả nhiệt. Đá nằm sâu hơn thường nóng hơn và có tốc độ lan toả nhiệt lớn hơn và khối lượng riêng thấp hơn đá nằm trên. Ngược lại, đá nguội ở bề mặt có thể trở nên ít nổi hơn đá nằm dưới. Cuối cùng việc này có thể dẫn đến sự mất ổn định Rayleigh-Taylor (ảnh 1).

Ảnh 1: cho thấy sự mất ổn định Rayleigh-Taylor 2 chiều sử dụng mô hình Shan-Chen. Các chất lỏng màu đỏ lúc đầu nằm ở tầng trên chất lỏng màu xanh, chất lỏng, và ít nổi hơn so với chất lỏng màu xanh. Sau một thời gian, sự mất ổn định Rayleigh-Taylor xảy ra, và những chất lỏng màu đỏ thâm nhập vào chất màu xanh.

Sự nổi âm nhiệt của mảng kiến tạo đại dương là nguyên nhân chính tạo ra sự hút chìm và kiến tạo mảng, trong khi sự nổi dương nhiệt có thể dẫn đến chùm manti, giải thích nguyên nhân kích hoạt núi lửa. Tầm quan trọng của sản xuất nhiệt so với mất nhiệt cho đối lưu nổi trong cả trái Đất vẫn còn là điều không chắc chắn và đối lưu nổi còn là một mối quan tâm chính của địa động lực học.

## Phương pháp
Địa động lực học là một rộng lĩnh vực rộng kết hợp quan sát từ nhiều nhánh khác nhau của địa chất học tạo thành một bức tranh về hoạt động của Trái Đất. Gần với bề mặt của trái Đất, dữ liệu bao gồm trắc địa, Định tuổi bằng đồng vị phóng xạ, Thạch luận, khoáng chất học, khoan hố khoan, và kỹ thuật viễn thám. Tuy nhiên, vượt qua độ sâu vài km, hầu hết các cách quan sát trở không thực tế. Các nhà địa chất nghiện cứ địa động lực học của quyển manti và lõi Trái Đất phải hoàn toàn dựa trên máy cảm biến, đặc biệt là địa chấn, và tái tạo điều kiện tìm thấy bên trong ở trái Đất bằng các thí nghiệm với áp suất cao nhiệt độ cao.(xem phương trình Adams–Williamson). Vì sự phức tạp của hệ thống địa chất, mô hình máy tính được sử dụng để kiểm tra lý thuyết dự đoán về địa động lực học sử dụng dữ liệu từ các nguồn.